# آندری هوفمان
آندری هوفمان (انگلیسی: André Hoffmann؛ زادهٔ ۱۱ اوت ۱۹۶۱) اسکیت‌باز سرعت اهل آلمان بود.